# Brogan Crowley

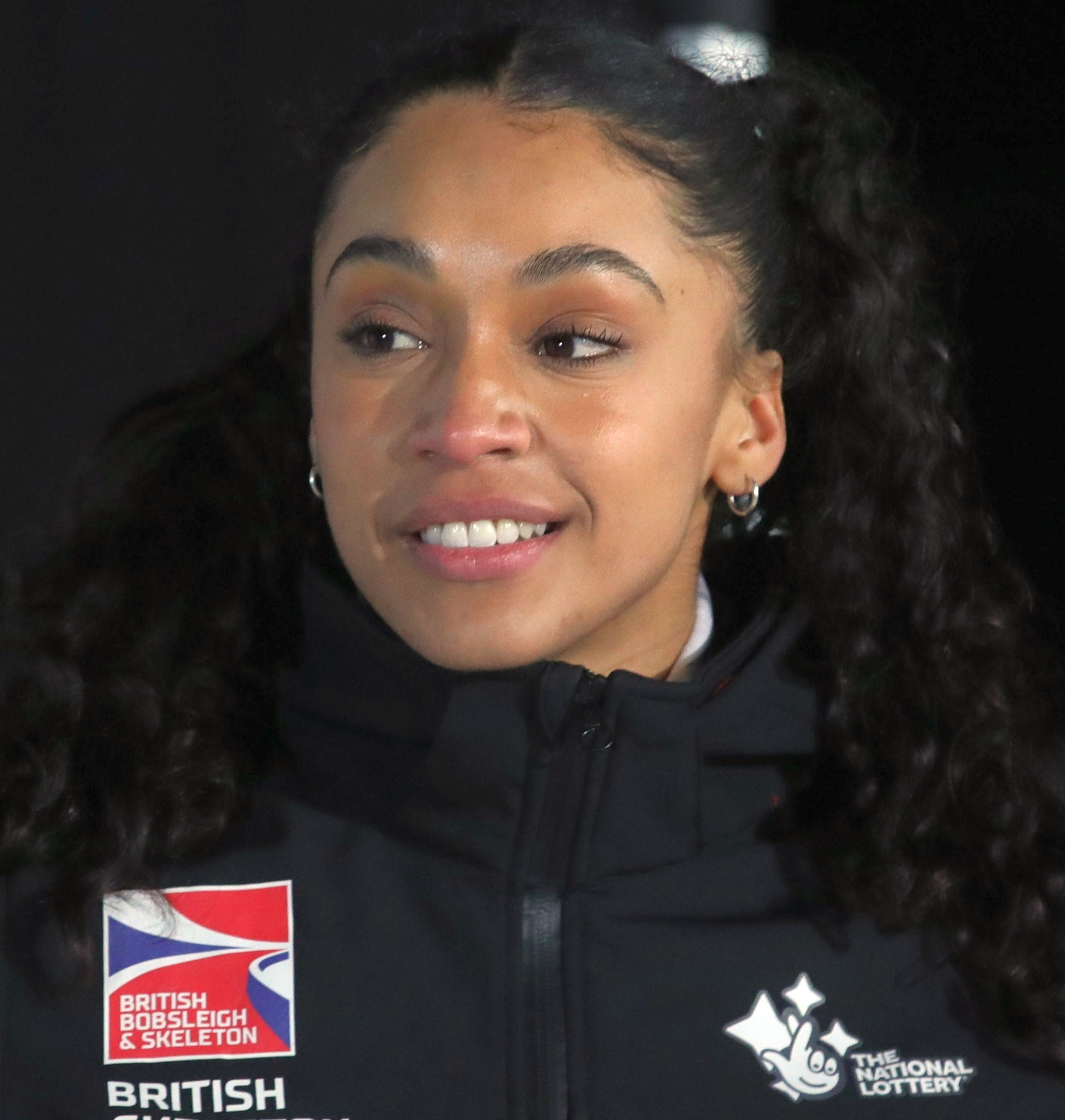

Brogan Crowley (* 20. Juli 1994 in Saddleworth, Metropolitan Borough of Oldham) ist eine britische Skeletonpilotin.

## Karriere
Sie wechselte 2015 von der Leichtathletik, wo sie im Siebenkampf aktiv war, zum Skeleton und debütierte am 18. März 2013 in Lake Placid im Skeleton-Nordamerikacup. Bei ihrem Debüt belegte sie auf den Olympia-Bobbahn Mount Van Hoevenberg den fünften Rang. In der Saison 2016/17 ging sie im Skeleton-Europacup an den Start und debütierte am 4. November 2016 im lettischen Sigulda in dieser Rennserie. Bei ihrem Debüt beendete sie auf der Bahn in Sigulda den Wettbewerb auf den zwölften Platz. Eine Woche später konnte sie am 10. November mit den neunten Platz in Innsbruck erstmals einen Top-Ten-Platz im Weltcup belegen. Ihr bestes Resultat in der Saison belegte sie am 20. Januar 2017 in Altenberg mit den achten Platz. Am Ende der Saison belegte sie mit 254 Punkten den vierten Platz in der Gesamtwertung des Europacups. Zum Abschluss der Saison nahm sie am 28. Januar 2017 zum ersten und einzigen Mal in ihrer Karriere an einer Skeleton-Juniorenweltmeisterschaft teil. In Sigulda belegte Brogan Crowley als beste Skeletonfahrerin bei der Juniorenweltmeisterschaft 2017 den neunten Platz.
In der Saison 2017/18 ging sie erneut im Europacup an den Start und startete am 11. November 2017 in Lillehammer mit einem zweiten Platz hinter ihrer Teamkollegin Eleanor Furneaux und vor Agathe Bessard aus Frankreich. Einen Tag später feierte Großbritannien einen Dreifachsieg. Eleanor Furneaux gewann das Rennen vor Brogan Crowley und Hannah Stevenson. Beim Europacup in Winterberg am 17. November gewann Brogan Crowley erstmals in ihrer Karriere ein Europacup-Rennen. Den zweiten und dritten Platz belegten Maria Marinela Mazilu aus Rumänien und Corinna Leipold aus Deutschland. Einen Tag später belegte sie beim zweiten Rennen in der Veltins-Eisarena hinter Corinna Leipold und Alina Tararytschenkowa aus Russland den dritten Platz. Beim letzten Europacup-Wochenende vor dem Jahreswechsel belegte sie am 15. Dezember 2017 in La Plagne beim zweiten britischen Dreifacherfolg in diesen Winter hinter Eleanor Furneaux und Kimberley Murray den dritten Platz. Einen Tag später belegte sie einen Tag später in La Plagne hinter Alina Tararytschenkowa und vor Alena Frolova aus Russland den zweiten Platz. Nachdem Jahreswechsel verpasste sie in Altenberg und in Innsbruck mit den vierten Platz jeweils das Podium. Am Ende der Saison gewann sie mit 480 Punkten vor der Russin Alina Tararytschenkowa und ihrer eigenen Teamkollegin Eleanor Furneaux die Gesamtwertung.
Durch ihre Erfolge im Skeleton-Europacup durfte sie in der Saison 2018/19 im Intercontinentalcup an den Start gehen. Am 15. November 2018 gab sie in Innsbruck ihr Debüt in dieser Rennserie und belegte dabei den elften Platz. Einen Tag später konnte sie beim zweiten Rennen auf dem Olympia Eiskanal Igls mit den zehnten Platz erstmals einen Top-Ten-Platz im Intercontinentalcup belegen. Nach dem Jahreswechsel ging sie am 10. und 11. Januar in Calgary im Nordamerikacup an den Start und belegte dabei den zwölften und den siebten Platz. Am 25. Januar 2019 konnte sie in Lake Placid beim Intercontinentalcup-Wettbewerb erstmals auf das Podium fahren. Hinter ihrer Teamkollegin Ashleigh Fay Pittaway und vor der Tschechin Anna Fernstädt belegte sie den zweiten Platz. Einen Tag später stürzte sie beim zweiten Wettbewerb auf der Olympia-Bobbahn Mount Van Hoevenberg im zweiten Lauf, nachdem sie im ersten Lauf vor der Deutschen Susanne Kreher geführt hatte. Am Ende der Saison belegte sie mit 490 Punkten den achten Platz in der Intercontinentalcup-Gesamtwertung.
Aufgrund von Verletzungen konnte Brogan Crowley in der Saison 2019/20 nur an drei Wettkämpfen teilnehmen. Vor dem Jahreswechsel belegte sie am 7. Dezember in Winterberg und am 14. Dezember in Königssee jeweils den sechsten Platz im Intercontinentalcup. Nachdem Jahreswechsel durfte sie am 16. Februar 2020 beim letzten Weltcup-Wettbewerb der Saison ihr Debüt im Skeleton-Weltcup geben. Im lettischen Sigulda belegte sie bei ihrem Debüt den 22. Platz in der Weltcup-Wertung. Race-in-Race wurde zudem die Skeleton-Europameisterschaft ausgetragen, bei welcher Brogan Crowley den 16. Platz belegte.